# Hemitheinopsis pterochroa
Hemitheinopsis pterochroa är en fjärilsart som beskrevs av Dyar 1912. Hemitheinopsis pterochroa ingår i släktet Hemitheinopsis och familjen mätare. Inga underarter finns listade i Catalogue of Life.